# Storia del commercio della Gran Brettagna
Storia del commercio della Gran Brettagna (An essay on the state of England in relation to its trade, its poor, and its taxes, for carrying on the present war against France) è un saggio del 1695 di John Cary. 
La traduzione italiana è ad opera di Pietro Genovesi 
Ad essa, Antonio Genovesi, fratello di Pietro e professore di commercio e meccanica nello Studio napoletano, prepose un lungo Ragionamento sul commercio universale dove esprimeva le proprie speranze di riforma del regno. 

## Tema
Antonio Genovesi parlò di riformare il popolo, fondere i tre stati della società, potenziando i gruppi che fino ad allora erano stati considerati marginali. Egli sperava che gli abitanti delle colline napoletane capissero meglio i loro vantaggi e aggiungessero alla natura un po' di quello che l’industria e l’arte potevano offrirgli,  visione impellente per coloro che abitavano fuori dalle mura di Napoli. Genovesi nella traduzione del saggio di Cary scrisse che la ragione per cui le manifatture avessero prodotto un così grande benessere nel Regno Unito e le politiche proposte da Butel-Dumont fossero state così utili, era dato dal loro effetto multiplo e dalla loro abilità a galvanizzare l’economia. 
La politica economica inglese, nata dalla convinzione che fosse giusto moltiplicare il valore dei beni prima di esportarli, era basato su leggi che proibivano rigorosamente le esportazioni di materie prime. Genovesi riteneva essere sempre una legge saggia quella che proibisce l’estrazione di materie prime che invece potevano essere lavorate nel  paese perché la nazione che le lavora guadagna la produzione, che può rendere 6-10 e persino 100 volte tanto. “Manipolare il denaro”, in accordo con Cary, non avrebbe mai aiutato Napoli per il fatto che il futuro sta nello sviluppo della capacità produttiva domestica. Cary aveva notato che i beni di lusso come gli orologi fossero i prodotti di punta della produzione nazionale perché il costo del lavoro eccedeva di gran lunga il costo delle materie prime necessarie per la produzione;  ciò interessò il pensiero teorico di Genovesi che riteneva che la chiave per un miglioramento materiale non fosse il lavoro in sé ma ciò che veniva lavorato e come. 
Il tempo speso nell’agricoltura non aveva la capacità di produrre benessere che garantiva lo stesso tempo impiegato nella lavorazione di tessuti e la ragione era che la seconda garantiva più ritorni. Una volta che la domanda dei prodotti manifatturieri era stabilita scientificamente ed era stabilita anche una chiara gerarchia delle attività economiche, il problema di organizzare l’economia della nazione si giocava direttamente nei problemi ugualmente spinosi del libero commercio e del significato di libertà e autonomia nelle società commerciali. La libertà era certamente l’anima del commercio ma fraintendendo la psicologia del commercio stesso, i modi in cui le passioni umane modellarono la società commerciale avrebbero potuto dare agli uomini l’autorizzazione a distruggere tutta la rete commerciale. Stimare il giusto grado di libertà e quali forme di privilegi dovessero essere difese era un problema complesso dipendente dai bisogni del momento; una delle confusioni più grandi circa il significato e i benefici del libero commercio, scrisse Genovesi, era la persistenza di alcuni autori che ritenevano che solo le repubbliche potessero avere un grande commercio. Questi autori confondevano la libertà civile con la libertà commerciale ed inoltre non capivano il significato di libertà civile, confondendo il grado di concentrazione di potere esecutivo con la natura della sua realizzazione.
La sua insistenza sull’importanza di migliorare le condizioni del popolo napoletano e la sua fede nelle conseguenze positive di un assolutismo illuminato non si smossero mai. Le persone che mantennero questa definizione del Genovesi di “libero commercio” non avrebbero trovato miglior commercio in nessun'altra parte del mondo. Questi Paesi si sono sviluppati più degli altri a livello economico, hanno raggiunto le più robuste società civili e le politiche più sostenibili. Era evidente che la concezione errata  di libero commercio potesse portare velocemente ad una deindustrializzazione del paese e ad una conseguente dipendenza dai popoli stranieri, vero suicidio culturale e politico dal quale l’economia  doveva proteggere le nazioni.
Specializzarsi nel fornire le grandi potenze con le sole materie prime avrebbe solamente causato la rovina dello Stato e quindi Genovesi suggerì di incoraggiare l’importazione di materie prime e l’esportazione di beni manifatturieri. Molti gli contestarono che il prezzo di beni importati spesso era di gran lunga inferiore al costo di produzione di beni a livello domestico. Genovesi invece riteneva che pagare alti prezzi per i prodotti locali non solo avrebbe incoraggiato l’industrializzazione e una grande divisione del lavoro, ma avrebbe permesso alti stipendi in tutti i commerci, instaurando una forte coesione sociale.